# 1267년

## 연호
- 남송(南宋) 함순(咸淳) 3년
- 몽골 지원(至元) 4년
- 일본(日本) 분에이(文永) 4년
- 쩐 왕조(陳朝) 티에우롱(紹隆) 10년

## 기년
- 남송(南宋) 도종(度宗) 3년
- 고려(高麗) 원종(元宗) 8년
- 몽골 쿠빌라이 칸 8년
- 쩐 왕조(陳朝) 성종(聖宗) 10년

## 사건
- 음력 1월 봄 백제의 양호(粱浩)를 원에 사신으로 보내, 비단을 하사받았다

(至元 四年 春正月 (중략) 乙巳，百濟遣其臣梁浩來朝，賜以錦繡有差。)

## 탄생
- 12월 17일 - 제91대 일본의 천황 고우다 천황. (~1324년)

### 미상
- 이탈리아의 건축가, 화가 조토 디 본도네. (~1337년)